# Parque nacional de Phu Pha Man
El Parque nacional de Phu Pha Man (en tailandés, อุทยานแห่งชาติภูผาม่าน) es un área protegida del nordeste de Tailandia, en las provincias de Khon Kaen y Loei. Es un parque boscoso con cuevas, cascadas y acantilados. 
Recibe su nombre de las notables montañas Phu Pha Man que se alzan con elegancia como enormes cortinas de roca. La flora y fauna de esta zona ha descendido drásticamente por las concesiones madereras. Fue declarado en el año 1991, como el parque nacional 72.º del país. Se encuentra a una altitud entre los 200 y los 800 m s. n. m.